# مقاطعة رازان
مقاطعة رازان (بالفارسية: شهرستان رزن) هي مقاطعة تقع في محافظة همدان في إيران . عاصمة المقاطعة هي رازان . في تعداد عام 2006، بلغ عدد سكان المحافظة 111.120. يوجد في المقاطعة ثلاث مدن: رازان، قروه درجزين، ودماق. يتكلم أهل هذه المقاطعة اللغة الفارسية والبعض منهم يتكلم اللغة الأذرية.